# アスラムニー男爵
アスラムニー男爵（アスラムニーだんしゃく、英: Baron Athlumney）は、アイルランド貴族の爵位。1863年に創設され、1929年に廃絶した。

## 歴史
商人ジェームズ・サマーヴィル(c.1698–1748)はダブリンの長老議員、ダブリン市長、ダブリン市選挙区選出アイルランド庶民院議員を歴任して、最晩年の1748年6月14日にアイルランドの準男爵に叙された。
その曽孫にあたる4代準男爵マーカス・サマーヴィル(1772?–1831)はアイルランド庶民院議員、連合王国庶民院議員を通算30年間務めた。
その息子である5代準男爵ウィリアム・メレディス・サマーヴィル(1802–1873)は自由党の政治家であり、庶民院議員、内務省政務次官、アイルランド主席政務官を歴任したのち、1863年12月14日にアイルランド貴族であるミーズ県サマーヴィルおよびドラーズタウンにおけるアスラムニー男爵に叙された。1800年合同法の施行以降、新しいアイルランド貴族爵位の創設には既存の爵位が3つ廃絶する必要があり、アスラムニー男爵位の創設はケア男爵、リヴァーズデイル男爵、ダンガノン子爵の廃絶を根拠とした。彼はさらに1866年5月3日に連合王国貴族であるミーズ県ドラーズタウンにおけるメレディス男爵に叙された。
初代男爵の息子にあたる2代男爵ジェームズ・ハーバート・グスタヴァス・メレディス・サマーヴィル(1865–1929)が死去すると、2つの男爵位は廃絶、準男爵位は休止となった。

## （サマーヴィルの）サマーヴィル準男爵（1748年）
- 初代準男爵サー・ジェームズ・サマーヴィル（英語版）（1698年ごろ – 1748年）
- 第2代準男爵サー・クエイル・サマーヴィル（1714年 – 1772年）
- 第3代準男爵サー・ジェームズ・クエイル・サマーヴィル（1742年ごろ – 1800年）
- 第4代準男爵サー・マーカス・サマーヴィル（英語版）（1772年? – 1831年）
- 第5代準男爵サー・ウィリアム・メレディス・サマーヴィル（1802年 – 1873年）
  - 1863年、アスラムニー男爵に叙爵。1866年、メレディス男爵に叙爵

## アスラムニー男爵（1863年）
- 初代アスラムニー男爵ウィリアム・メレディス・サマーヴィル（1802年 – 1873年）
- 第2代アスラムニー男爵ジェームズ・ハーバート・グスタヴァス・メレディス・サマーヴィル（英語版）（1865年 – 1929年）